# 山小橘
山小橘（学名：Glycosmis pentaphylla）为芸香科山小橘属下的一个种。

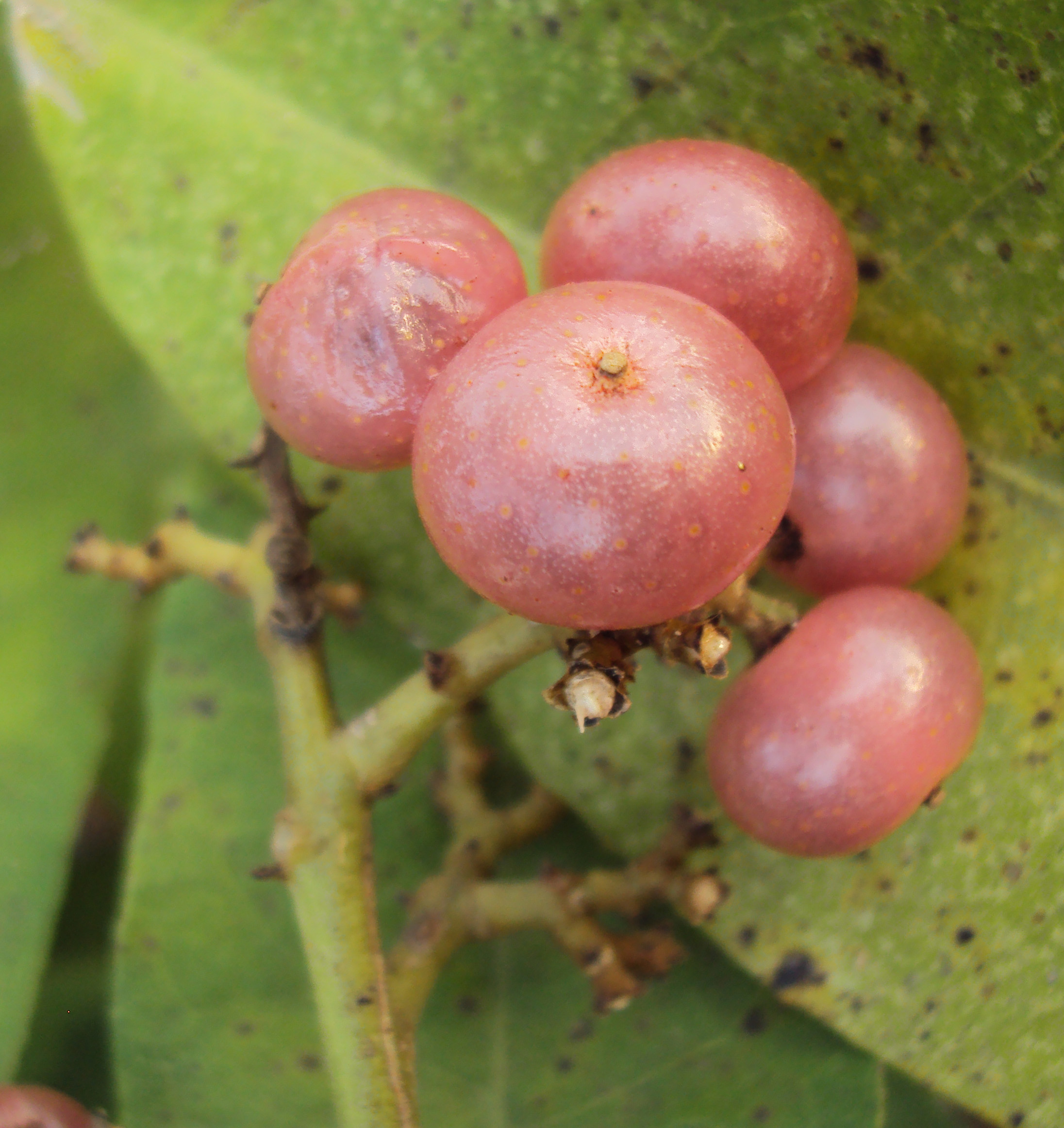
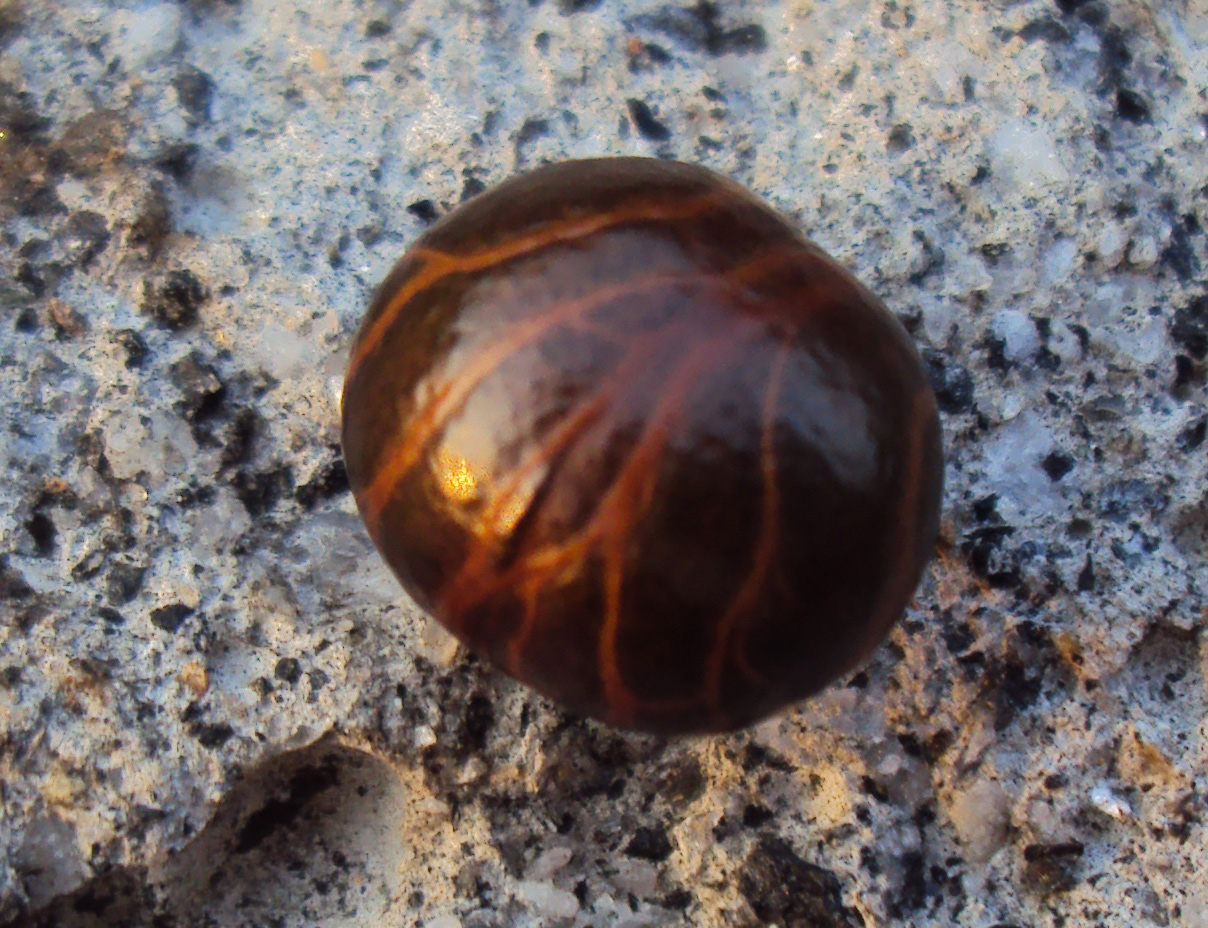
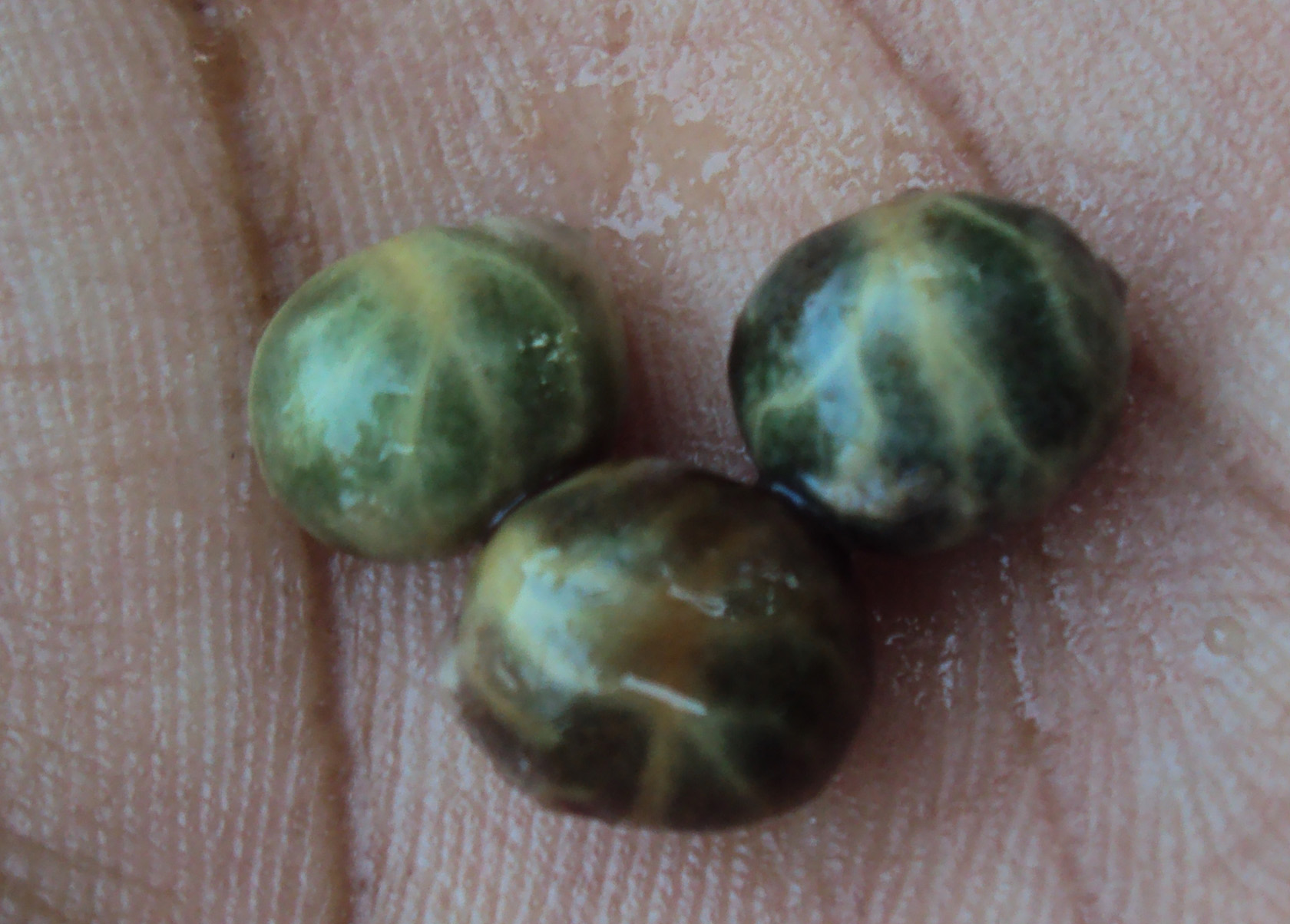
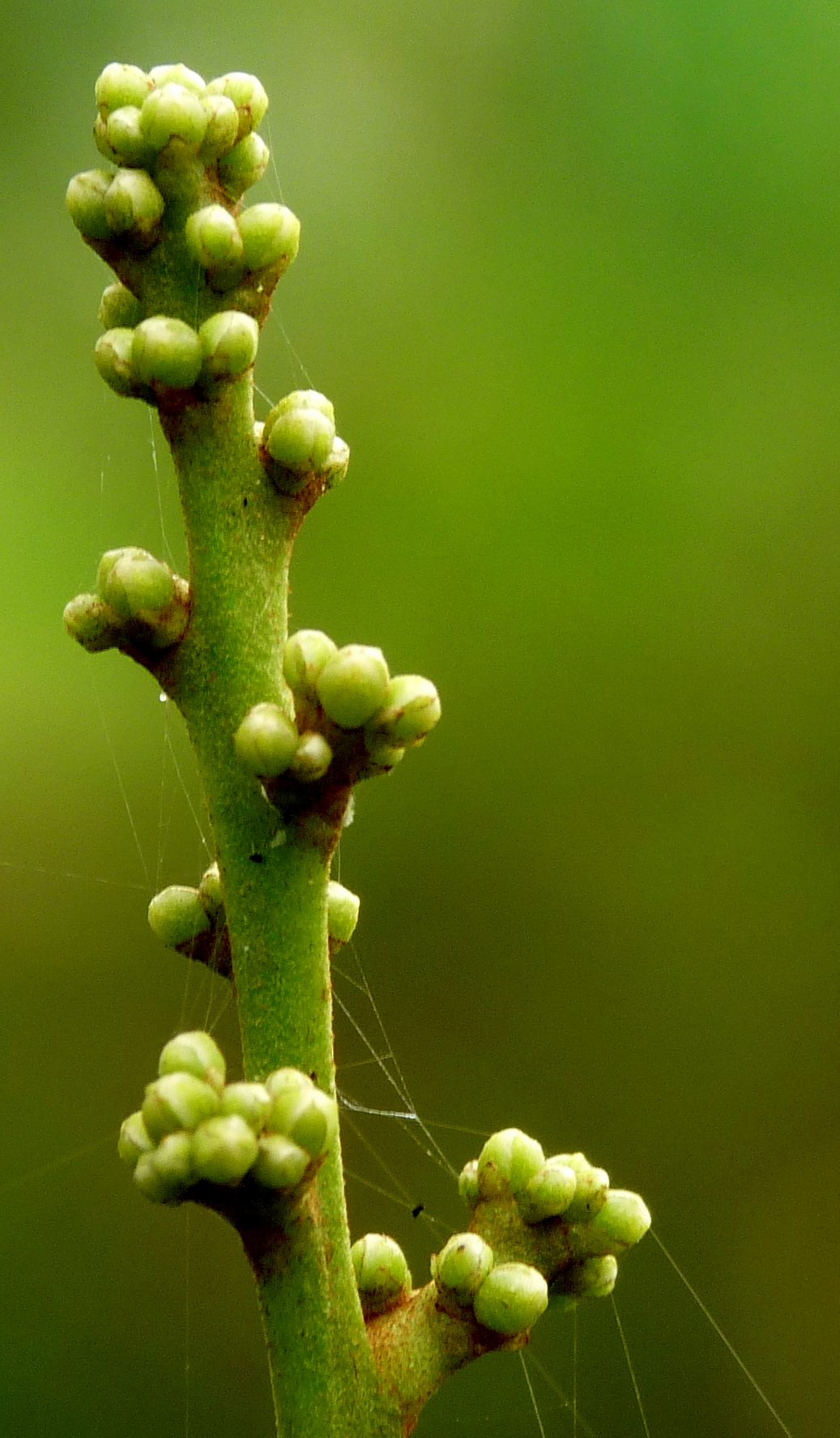
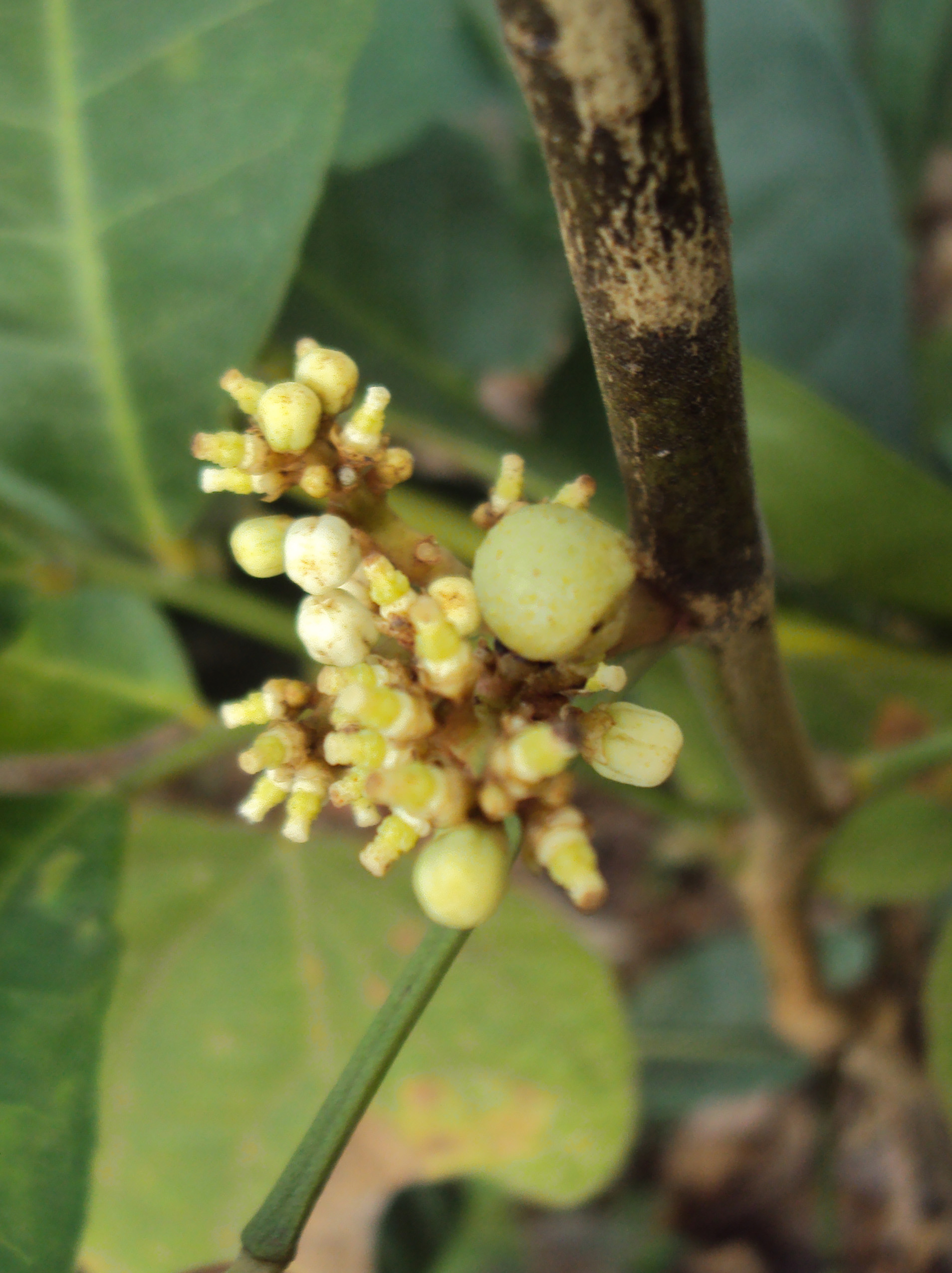
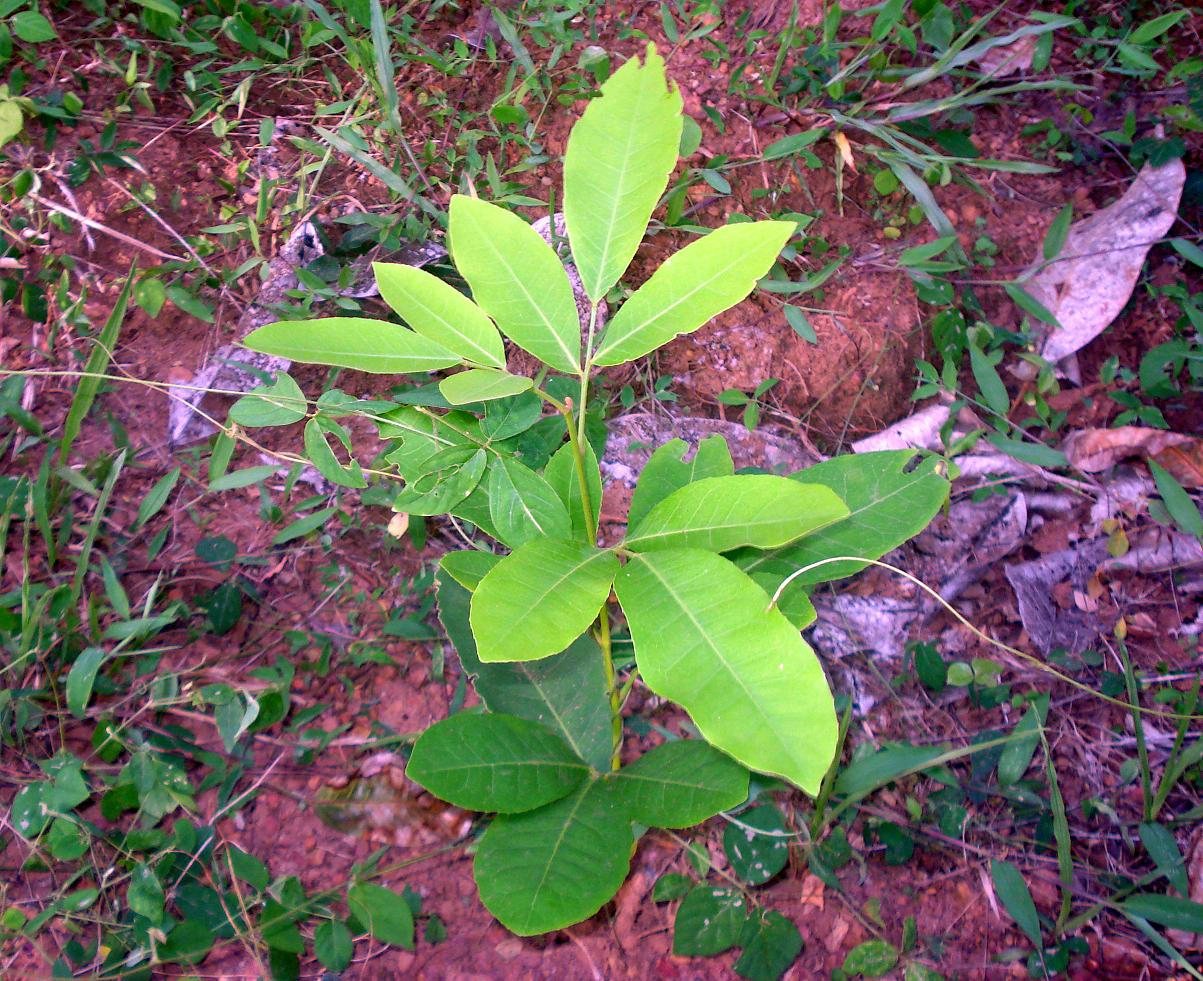
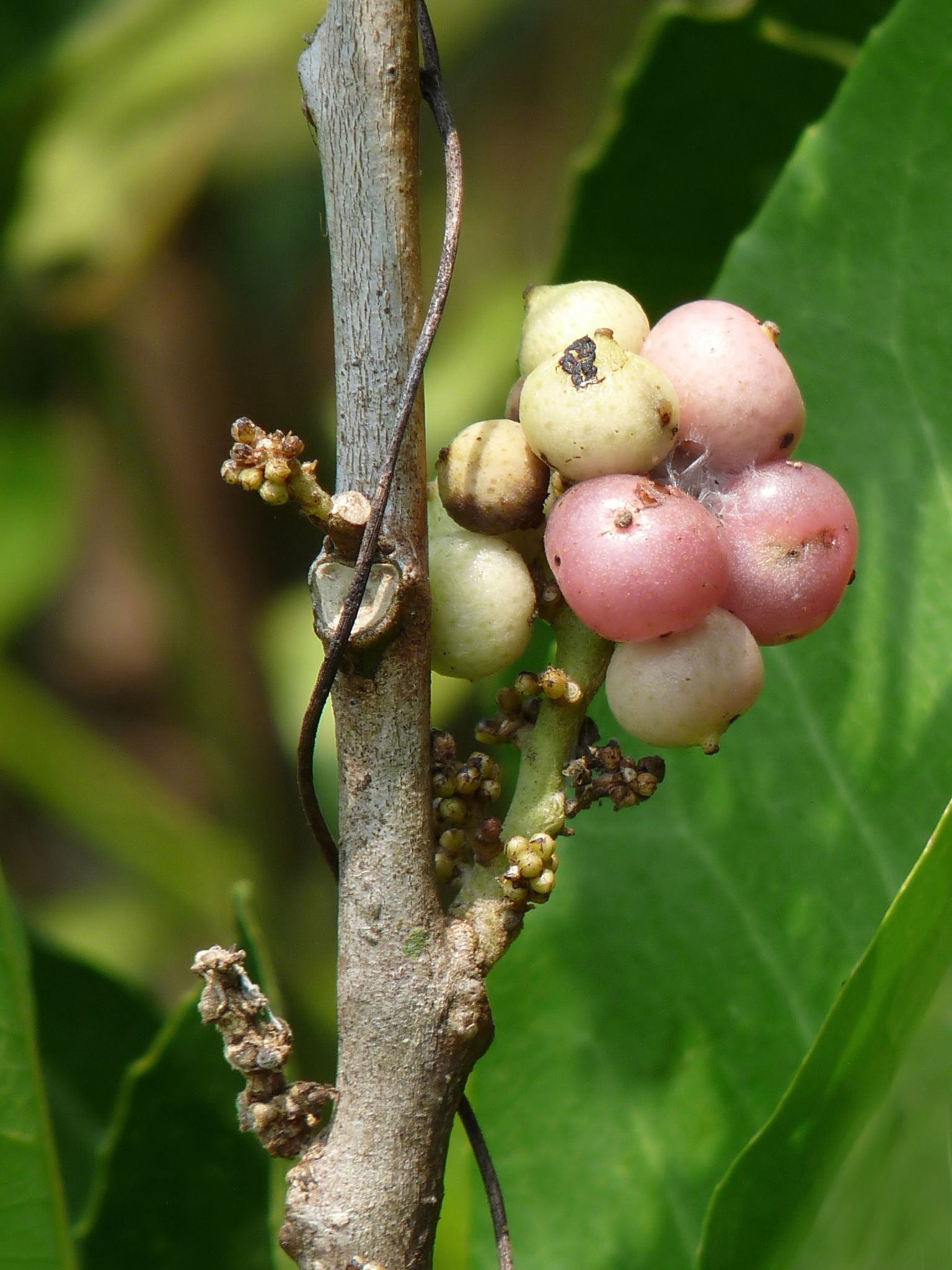
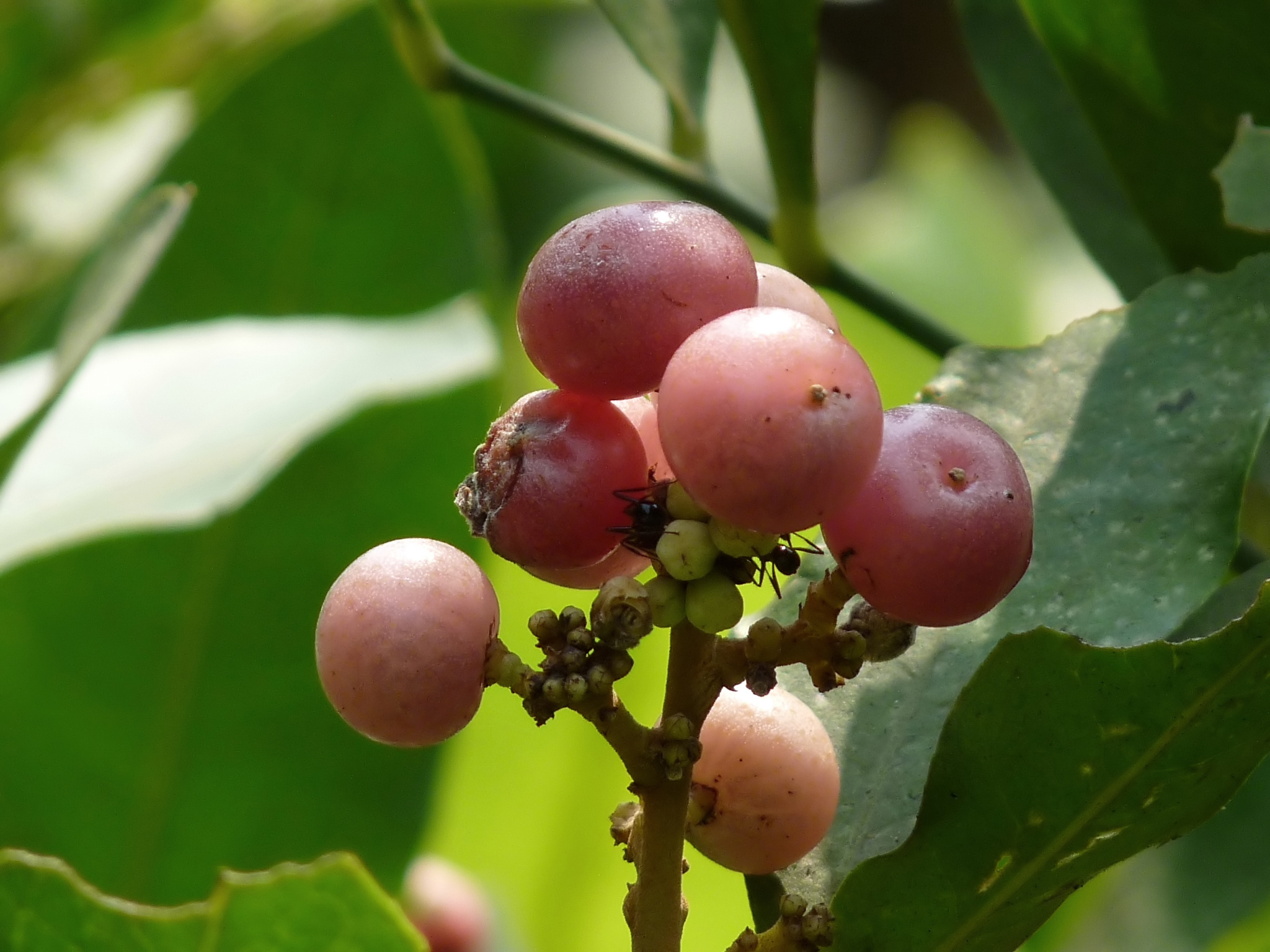

## 扩展阅读
- 維基物種上的相關：山小橘